# Haldor Halderson
Haldor (Harold) „Slim“ Halderson (* 6. Januar 1900 in Winnipeg, Manitoba; † 1. August 1965 ebenda) war ein kanadischer Eishockeyspieler. Er spielte auf der Position des rechten Flügelstürmers.

## Karriere

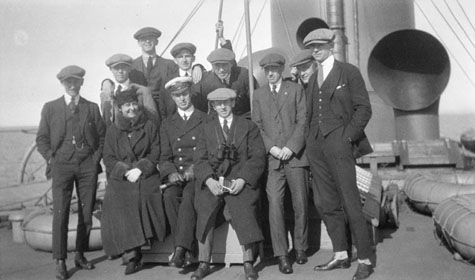
Mannschaftsfoto der Winnipeg Falcons vor der Abreise nach Antwerpen 1920

Bei den Olympischen Sommerspielen 1920 in Antwerpen gewann er mit der kanadischen Nationalmannschaft, die sich aus Spielern der Winnipeg Falcons zusammensetzte, die Goldmedaille im olympischen Eishockeyturnier. Im selben Jahr gewann er zudem mit den Falcons den Allan Cup.
Ein weiterer Erfolg in seiner Karriere war der Gewinn des Stanley Cup in der Saison 1924/25 mit den Victoria Cougars. Seine NHL-Stationen waren die Detroit Cougars und Toronto Maple Leafs in der Saison 1926/27.

## Erfolge und Auszeichnungen
- 1920 Goldmedaille bei den Olympischen Sommerspielen
- 1920 Allan-Cup-Gewinner mit den Winnipeg Falcons
- 1925 Stanley-Cup-Gewinner mit den Victoria Cougars